# Противотанковый ёж

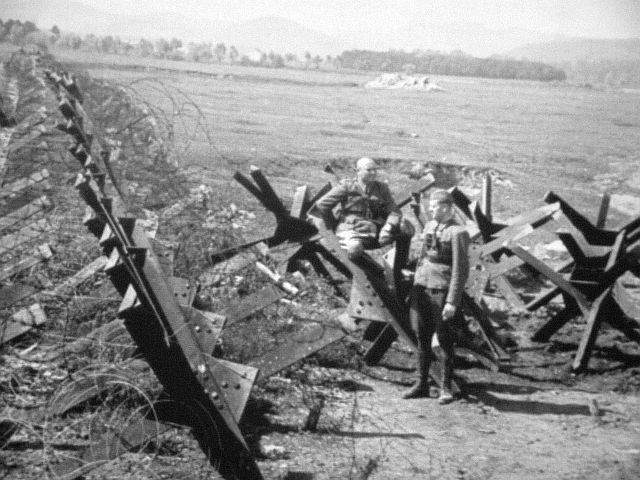
Противотанковые и противопехотные заграждения Перемышльского укрепрайона, 1941 год, видны ежи.

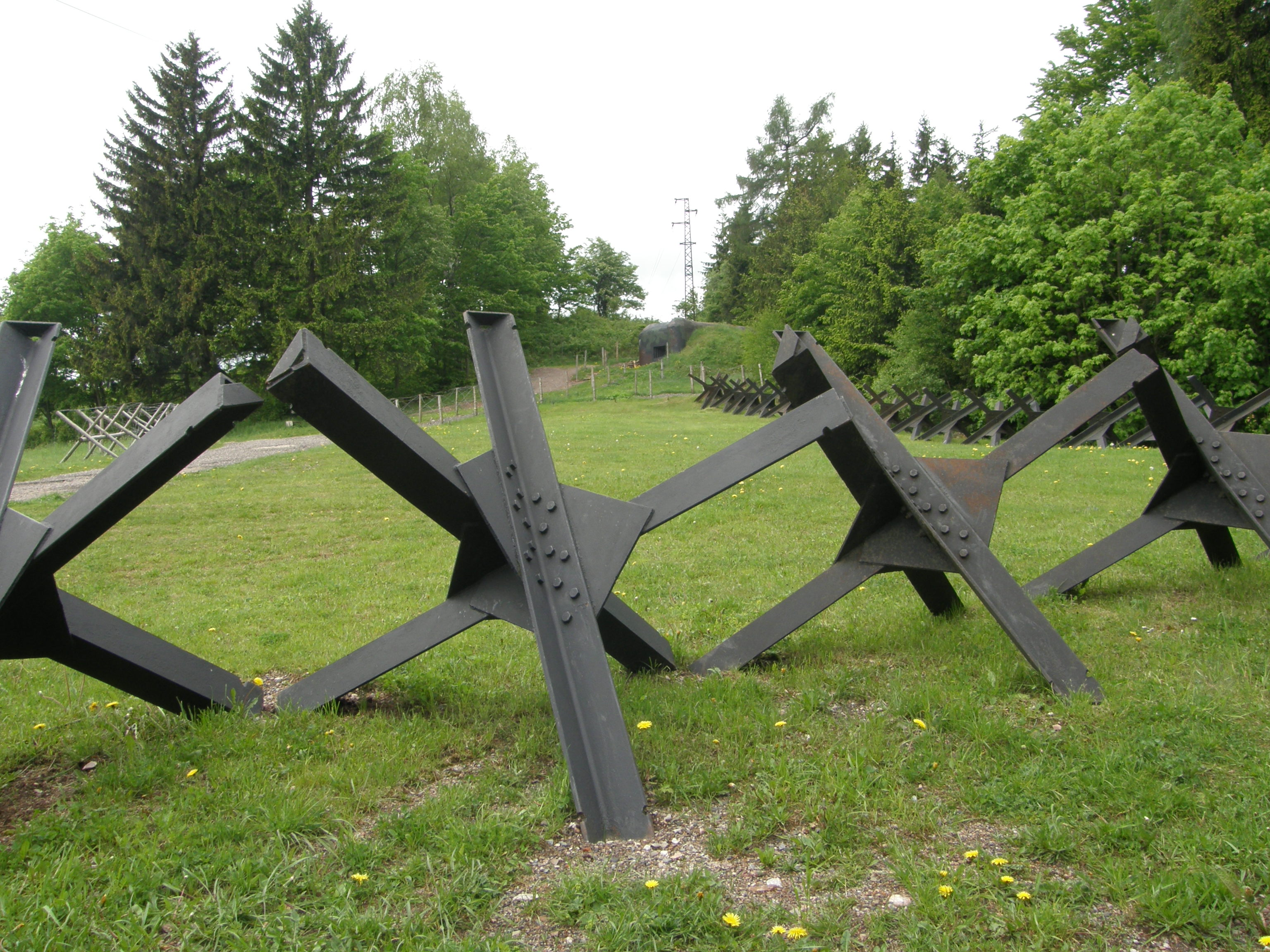
Противотанковые ежи на границе Чехии и Германии.

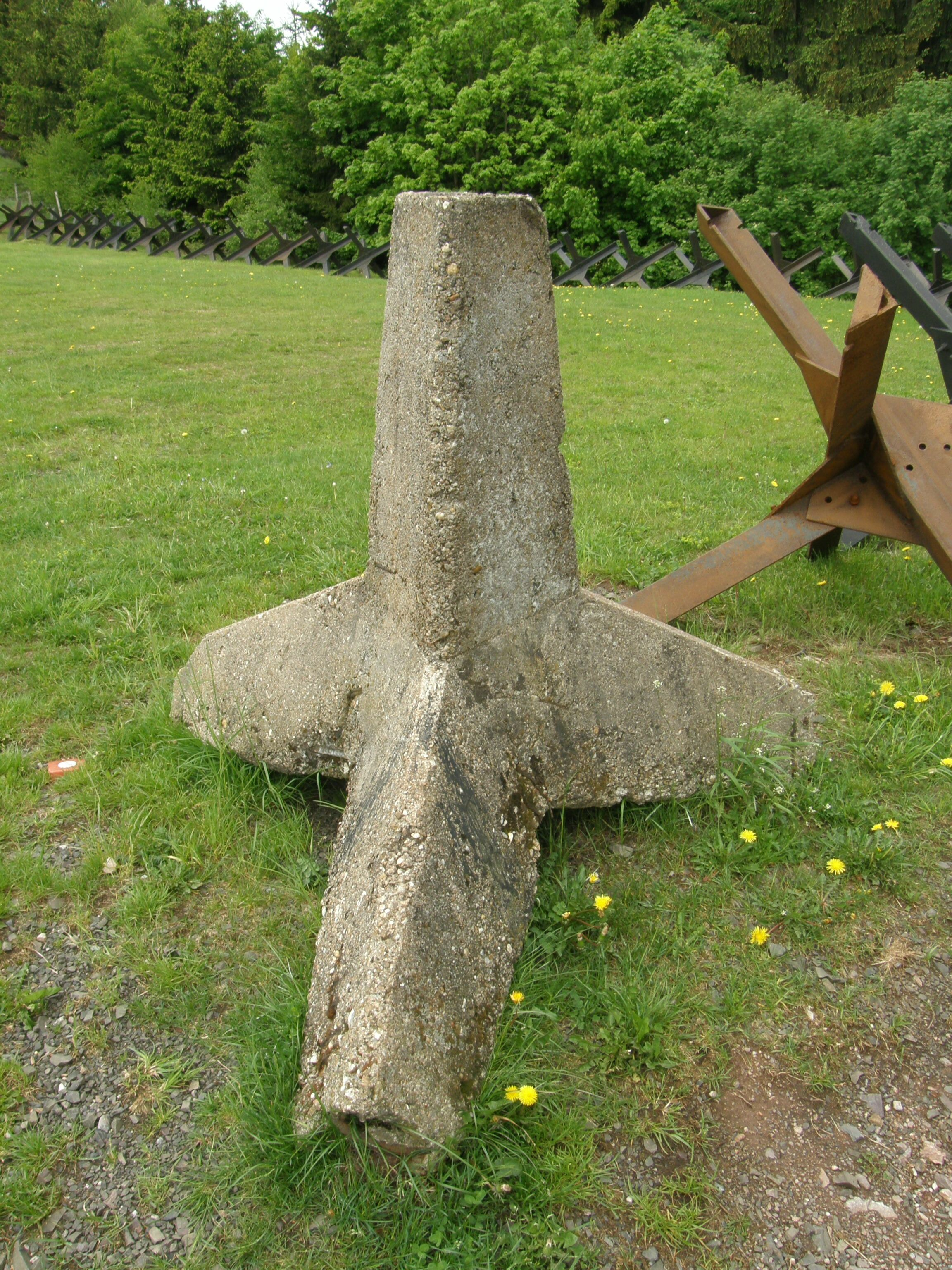
Железобетонный противотанковый ёж.

«Ёж», Противота́нковый ёж (чешский ёж) — искусственное препятствие, противопехотное, противотранспортное и противотанковое заграждение, представляющее собой объёмный шестиконечный крест. 
На начало XX столетия, Ёж относился к переносным препятствием из дерева и железа (трамвайных и железно-дорожных рельсов), как и шахматные колья, засеки, палисад и штурмфалы, рогатки и доски с гвоздями. В отличие от надолбы, является относительно мобильным.
На начало XX столетия, ежи делались из трёх кольев 1½ аршина длиной, связанных между собой так, чтобы они торчали по трём взаимно перпендикулярным направлениям, их концы оплетались по всем направлениям колючей проволокой, образуя тетраэдры, они набрасывались без всякого порядка, скрепляясь проволокой и прикрепляясь к вбитым в землю кольям. 
Ежи активно применялись при строительстве укреплений начиная с тридцатых годов, например при постройке Чехословацкой стены на границе Чехословакии и Германии. Новый принцип действия и усовершенствованный образец этого невзрывного противотанкового оборонного средства предложил в 1941 году Михаил Львович Гориккер, генерал-майор технических войск, тогдашний начальник обороны Киева и начальник Киевского танкового училища. Ежи менее эффективны, чем минные заграждения, однако их можно в больших количествах изготавливать из подручных материалов без применения высоких технологий и легко перебрасывать с одного участка на другой, что особенно ценно в военное время.

## Применение и принцип действия
Здесь указан принцип действия традиционного противотанкового ежа, способного остановить многотонный танк. Лёгкий транспорт обычно останавливают массой.
Ёж делается из трёх кусков стального проката, обычно двутавра с номером профиля 25—40 (рельс, уголок и так далее и тому подобное менее прочны), таким образом, чтобы концы балок образовывали октаэдр. Соединяют балки заклёпками на косынках (конструкция должна выдерживать вес танка — до 60 тонн). На ежах промышленного производства оставляют отверстия для колючей проволоки, одну из балок делают съёмной. Чтобы усложнить работу вражеским сапёрам, ежи можно соединять цепями или тросами, минировать территорию вокруг и так далее.
Высота ежа — примерно один метр, по высоте лобового листа вражеского танка. По Ю. Веремееву, высота до одного метра, по М. Гориккеру — длина балки до двух метров, что соответствует 1,15 метра высоты, по наставлениям США — длина балки около 1,2 метра, что соответствует 70 см высоты.
Ёж устанавливается на твёрдом грунте (лучше всего подходит асфальтовое покрытие улиц). Бетон не годится — на нём ёж будет скользить. Если танкист попытается оттолкнуть ёж, тот перекатывается под днище, и танк оказывается в воздухе, гусеницы теряют сцепление с землёй, танк начинает буксовать и зачастую оказывается неспособен съехать с ежа; выступающая балка может даже пробить днище. Обороняющимся силам остаётся только уничтожать остановившиеся танки и не давать танкистам растащить ежи буксирными тросами. А если противник повёл танки другим путём — противотанковая оборона тем более выполнила свою задачу.

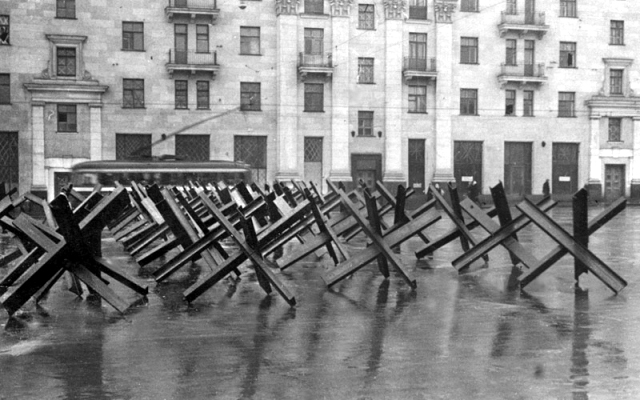
Ежи в Москве 1941 год.
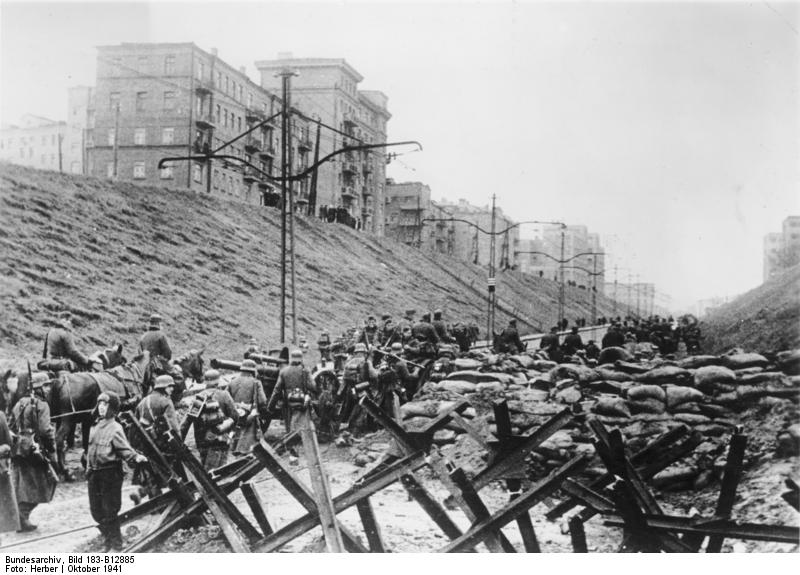
Ежи в Харькове, 25 октября 1941. Прочность таких «ежей» сомнительна, а размер — почти в человеческий рост — явно завышен.
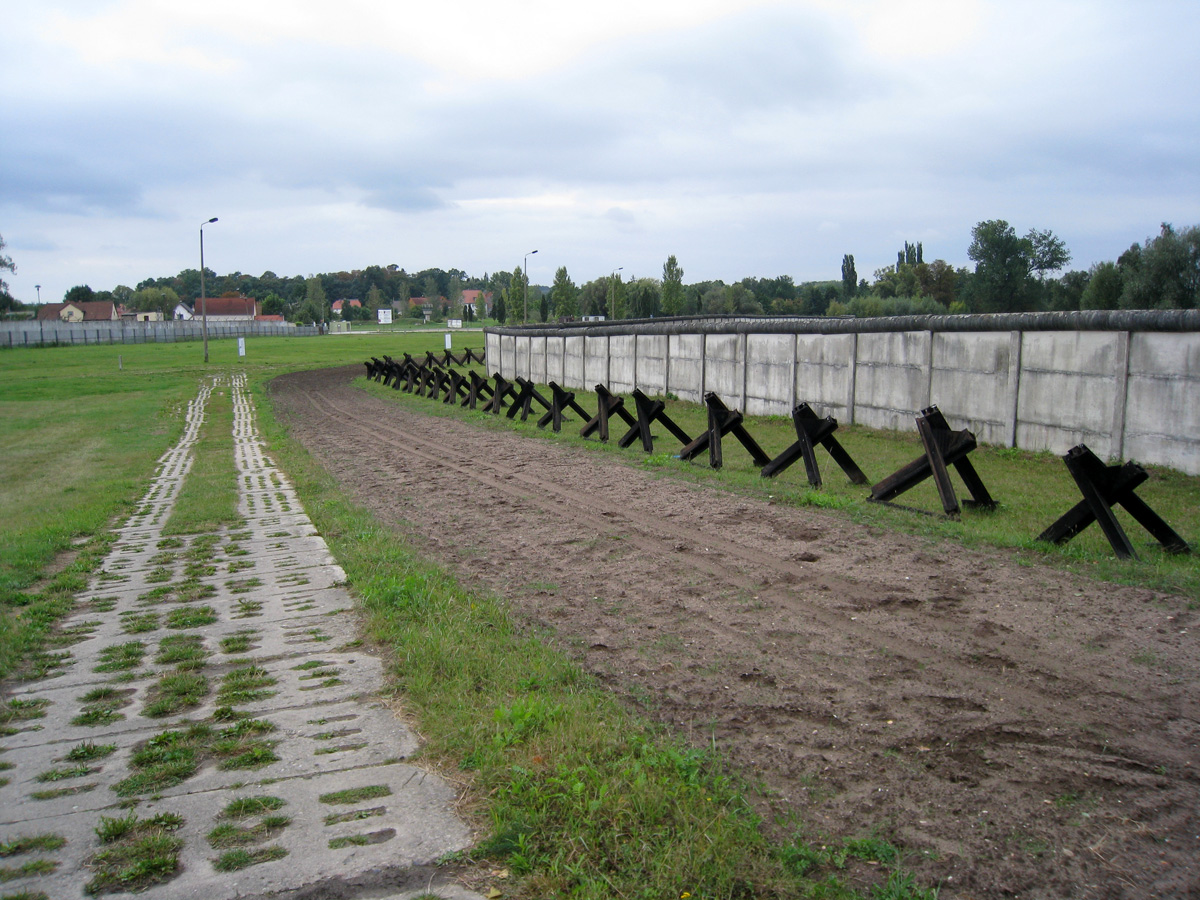
Stahligel («Стальные ежи») на бывшей границе ГДР с ФРГ.

## История
Рогатки — заграждения против пехоты и конницы — были известны ещё со времён Древнего Рима. С появлением колючей проволоки рогатки стали оплетать ею, что привело к позиционной войне — для успеха атаки атакующие силы должны были в несколько раз превосходить обороняющиеся. Впрочем, танк был изобретён как раз для того, чтобы эффективно преодолевать такие заграждения.
Попытка использовать данное заграждение против танков была впервые предпринята в Чехословакии (отсюда английское название ежа — Czech hedgehog, «чешский ёж»). Чешская конструкция повторяла принцип действия древних рогаток — заграждение должно быть настолько массивным, чтобы замедлить танк почти до остановки.
Дальше в ход пошла рационализация: бетонного ежа заменили более лёгким стальным, а затем нашли и новый принцип: не остановить массой, а вызвать застревание танка. В Союзе ССР этот принцип описал, а также предложил устройство ежовых заграждений генерал-майор инженерных войск Михаил Гориккер.
На практике ежи делались из любого проката, какой был под рукой — швеллера, уголка, рельса — соединённого зачастую сваркой даже без косынок. Не понимая принцип работы ежа, могли даже завысить размер или сварить несколько ежей в одну рогатку. Впрочем, немецкие танки были особенно уязвимы для ежей — на начальном этапе были в основном лёгкие танки, да и наезд на ежа зачастую ломал трансмиссию, которая у немецких танков спереди. На Ленинградском шоссе Москвы стоит памятник в виде трёх ежей — так символически отмечен рубеж, до которого дошли немецкие войска в 1941 году. На изготовление противотанковых ежей для обороны Москвы были пущены стальные балки, изначально предназначавшиеся для строительства Дворца Советов.
Также ежи использовались в обороне Нормандии.

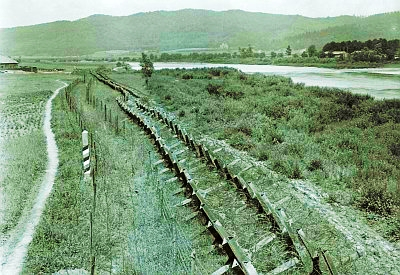
Противотанковые и противопехотные заграждения Перемышльского укрепрайона, район города Санок, 1941 г., видны ежи.
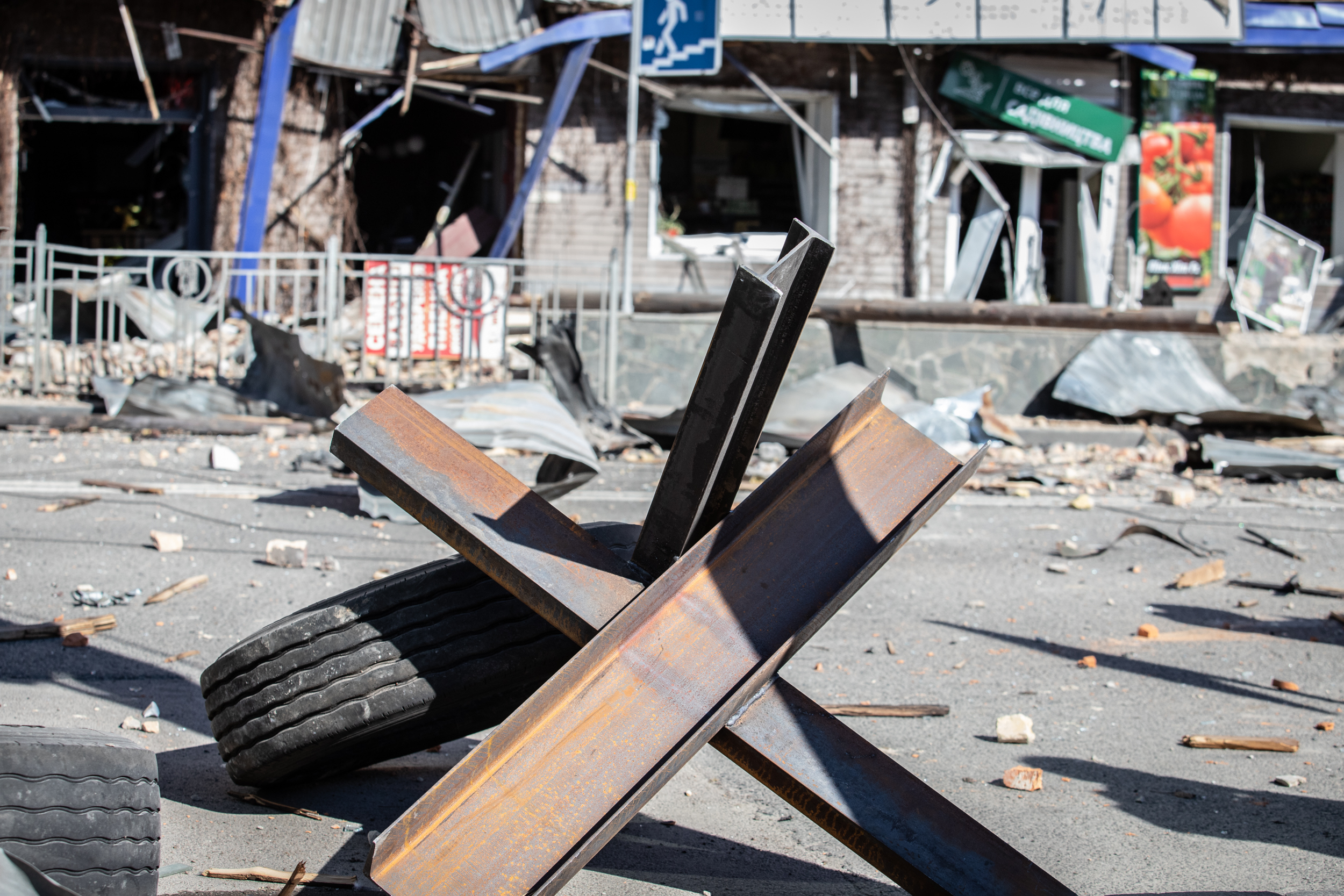
Импровизированный противотанковый ёж из двутавров, швеллера и покрышки в Киеве, 2022
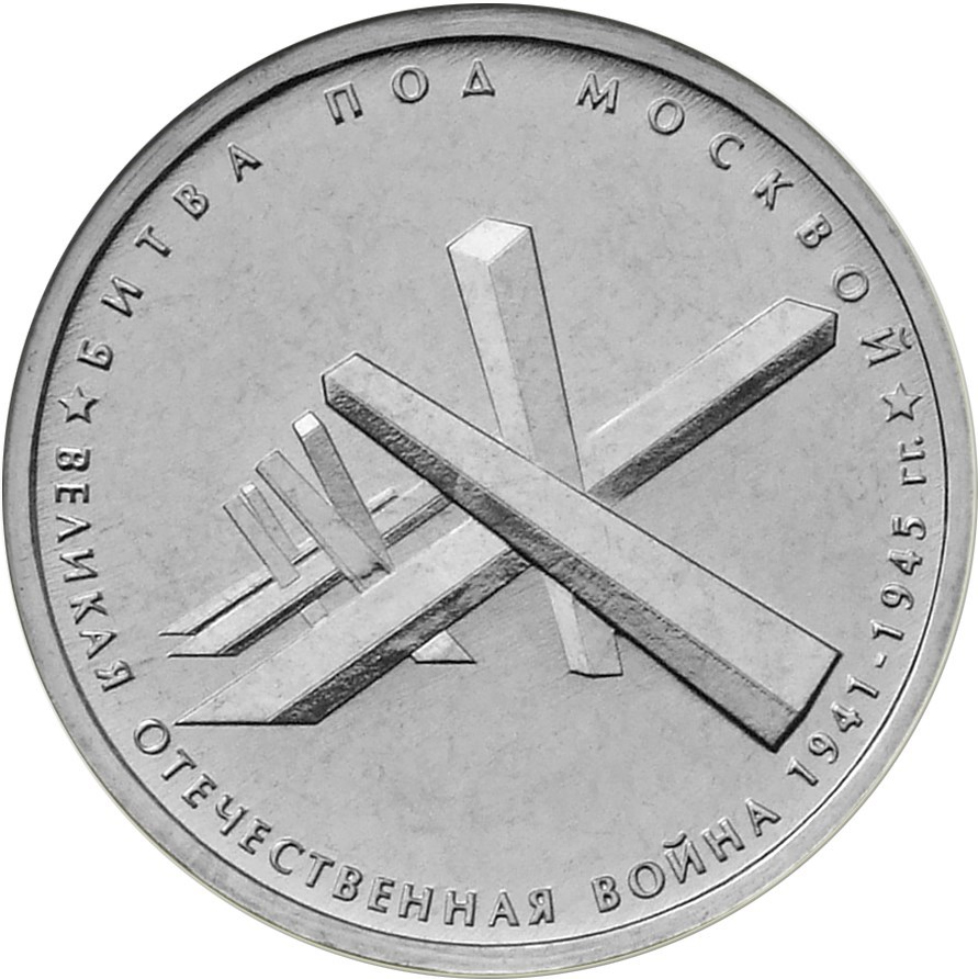
Монета с изображением ежей.